# Oering
Oering är en kommun och ort i Kreis Segeberg i förbundslandet Schleswig-Holstein i Tyskland.
Kommunen ingår i kommunalförbundet Amt Itzstedt tillsammans med ytterligare sex kommuner varav Tangstedt ligger i Kreis Stormarn.